# Naomy Valle
Naomy Pamela Valle Álvarez (n. San Jose, Costa Rica, 11 de abril de 2004) es una boxeadora costarricense. Campeona Mundial Juvenil del Consejo Mundial de Boxeo (CMB) luego de vencer a la mexicana Yelmi Sanchez.

## Carrera profesional
Naomy Valle tuvo una amplia carrera amateur, etapa en la que cosechó un total de 3 medallas de oro en Juegos Deportivos Nacionales (JDN), además de ser designada atleta destacada en los JDN del 2019.
Valle debutó el 25 de febrero de 2022 en el BN Arena de San José, Costa Rica, derrotando por nocaut en el segundo asalto a la boxeadora nicaragüense Heidi Fernandez.